# St. Laurentius (Lorenzen)

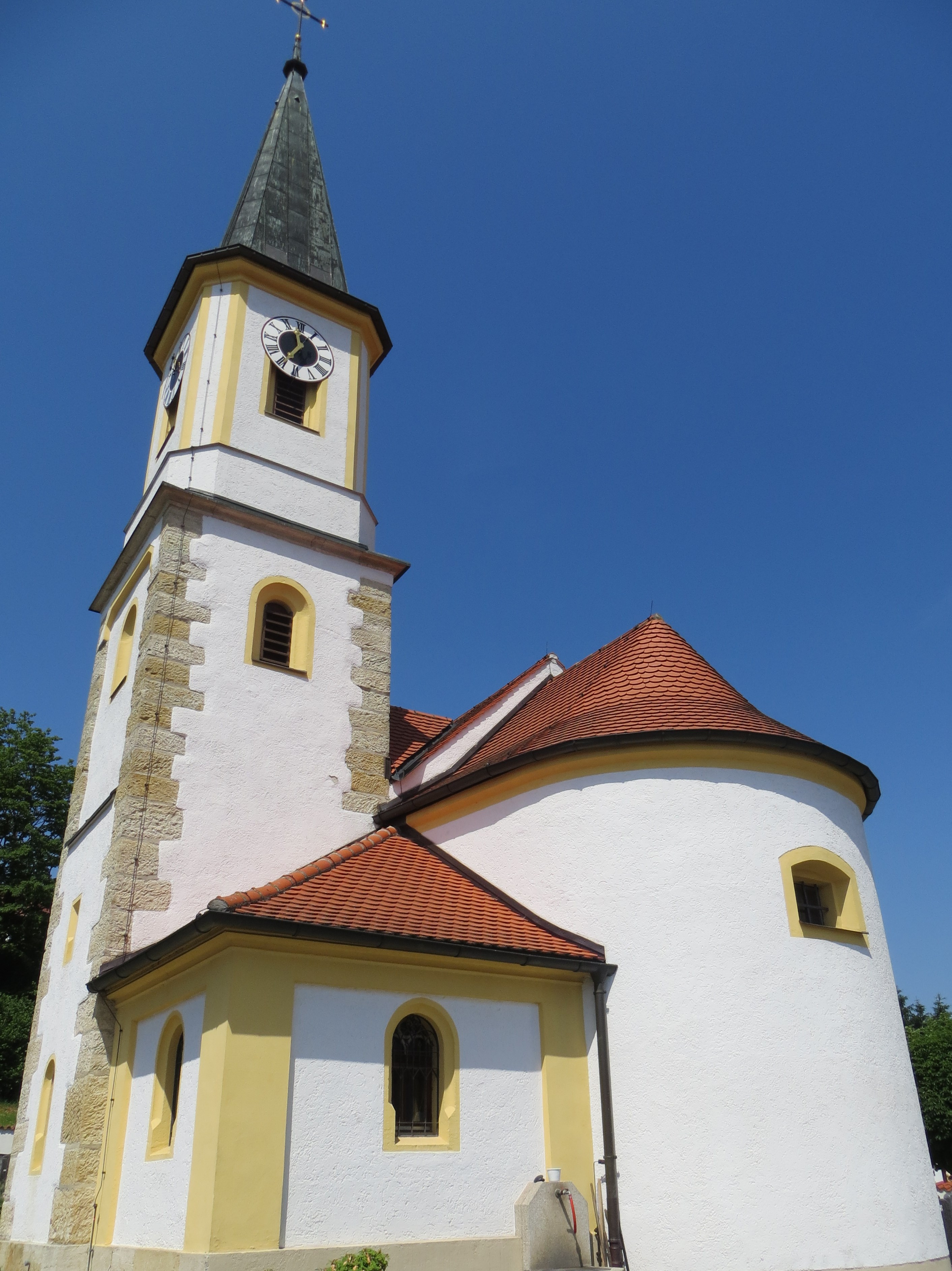
St. Laurentius in Lorenzen

Die römisch-katholische, denkmalgeschützte Filialkirche St. Laurentius steht in Lorenzen, einem Gemeindeteil des Marktes Lappersdorf im Landkreis Regensburg in der Oberpfalz. Sie ist dem Bistum Regensburg zugeordnet. Das Bauwerk ist unter der Denkmalnummer D-3-75-165-14 als Baudenkmal in die Bayerische Denkmalliste eingetragen. Kirchenpatron ist Laurentius von Rom.

## Beschreibung
Die Saalkirche mit einem Langhaus aus drei Fensterachsen und einem eingezogenen, halbrund geschlossenen Chor wurde in der zweiten Hälfte des 18. Jahrhunderts erbaut. Der Chorflankenturm, der mit einem spitzen Helm bedeckt ist, wurde an der Südwand des Chors 1859/60 angebaut. Sein oberstes Geschoss beherbergt die Turmuhr und den Glockenstuhl.
Der Innenraum des Langhauses wurde 1900 mit einer Kassettendecke überspannt. Zur Kirchenausstattung gehört ein um 1920 gebauter neuromanischer Hochaltar mit einem Altarretabel mit der Darstellung des heiligen Laurentius, der den aus der Zeit des Rokoko ersetzte. Er wird flankiert von Skulpturen des Aloisius von Gonzaga und des Antonius von Padua. Die neuromanischen Seitenaltäre zeigen Bilder der Muttergottes mit dem Jesus-Kind (links) und des hl. Sebastian. An der Nordwand über dem Ausgang steht eine Holzfigur des hl. Laurentius aus der zweiten Hälfte des 15. Jahrhunderts. Die Orgel auf der Empore wurde 1898/99 von Martin Binder gebaut.  An der Brüstung befinden sich Reliefs mit den Darstellungen der vier Evangelisten, die ursprünglich die Kanzel zierten.